# Larry Page
Lawrence Edward Page, detto Larry (East Lansing, 26 marzo 1973) è un imprenditore statunitense, fondatore di Google con Sergey Brin.
È stato amministratore delegato di Google una prima volta sino all'agosto 2001 ed una seconda volta dall'aprile 2011 al luglio 2015. Successivamente ha assunto il ruolo di amministratore delegato di Alphabet, la società madre che controlla le attività di Google con una capitalizzazione di Borsa nel 2018 di 810 miliardi di dollari e creata nel 2015 per permettergli di focalizzarsi sui problemi tecnologici di lungo termine, fino al 3 dicembre 2019.
Page è l'inventore di PageRank, il più conosciuto algoritmo di ricerca di Google.
Secondo Forbes, al 23 luglio 2023, Page è il nono uomo più ricco al mondo, con un patrimonio stimato di 102 miliardi di dollari.

## Biografia
Il padre era professore di informatica all'Università del Michigan (uno dei primi laureati in quell'università), mentre la madre, di origine ebraica, aveva un master in informatica, era consulente sulle banche dati  e insegnava programmazione. Larry racconterà di aver vissuto un'infanzia tra computer e riviste di scienza: all'età di sei anni utilizzava già i primi personal computer dei genitori, ed è stato il primo bambino della sua classe a svolgere un incarico attraverso essi.
Dopo aver frequentato l'Okemos Montessori School, nel 1991 Page studia all'Università del Michigan ad Ann Arbor, laureandosi in ingegneria informatica nel 1995 con il massimo dei voti. Successivamente si trasferisce a Stanford per conseguire un dottorato alla Stanford University: qui conosce Sergej Brin, suo compagno di stanza, con cui inizia a collaborare (su richiesta dell'istituto) per la realizzazione di un algoritmo. Dopo aver compreso il grande potenziale in mano, decide insieme a Sergej di affittare un garage a Menlo Park, abbandonare gli studi e "gettarsi in mare aperto" con Google.

## Vita privata
Nel 2007 ha sposato Lucinda Southworth (sorella dell'attrice e modella Carrie Southworth), dalla quale ha avuto due figli, il primo nel 2009 ed il secondo nel 2011.